# Aleurodicus coccolobae
Aleurodicus coccolobae es un hemíptero de la familia Aleyrodidae, con una subfamilia: Aleyrodinae. Fue descrita científicamente en 1913 por Quaintance & Baker.